# Abbaye Saint-Vigor-le-Grand
L'abbaye Saint-Vigor est une ancienne abbaye pré-normande, devenue prieuré, qui se dresse sur le territoire de la commune française de Saint-Vigor-le-Grand, dans le département du Calvados , en région Normandie.
L'ancien prieuré est partiellement classé aux monuments historiques.

## Localisation
Les restes de l'abbaye Saint-Vigor sont situées à Saint-Vigor-le-Grand, dans le département français du Calvados.

## Historique

### Fondation
D'après la Vita Vigoris, saint Vigor, évêque de Bayeux, se voit attribuer par le roi Childebert II (en réalité Childebert Ier, 511-558) le site païen du mont Phène (mons Phœnus). Il y établit vers 525 un monastère dédié à saint Pierre et rebaptise l'endroit Mont Chrismat (Mons Chrismatus). À sa mort, il est enterré dans l'abbaye, un monastère épiscopal qui allait porter son nom. Théodomir lui aurait succédé.
Des fouilles ont attesté sur le site une présence gallo-romaine ainsi que des sépultures mérovingiennes.
En 981, Avicien de Bayeux qui fuit les Normands emporte les ossements de saint Vigor dans l'abbaye de Saint-Riquier en Picardie. L'abbaye est rasée.

### Restauration
Au XIe siècle, le domaine devient la propriété de la cathédrale de Bayeux. Vers 1063, Odon de Bayeux entreprend de restaurer l’abbaye, avec des moines issus du Mont-Saint-Michel et à sa tête Robert de Tombelaine. Mais l'opération échoue, par la retenue de Robert auprès du pape Grégoire VII jusqu’à sa mort en 1085 et la capture d’Odon par le roi Guillaume. L'abbaye devient prieuré et se trouve rattaché à Saint-Bénigne de Dijon, à la suite de la visite d'Odon à Jarenton lors de son voyage pour se rendre au concile de Clermont. La donation est confirmée par Robert de Normandie en 1096 et par plusieurs papes en 1097, 1102, 1127.
Le 11 février 1579, la chute d'une tour de l'église provoque la ruine du bâtiment. Elle est réédifiée par le chanoine de Bayeux et prieur Charles Marguerye.
Barthélémi Robin, profès de l'abbaye Saint-Corneille et abbé de Sorèze y introduit la congrégation de Saint-Maur. Vers 1712, le prieuré est affranchi de tous les droits que l'abbé de Saint-Bénigne se réservait.
Le prieuré Saint-Gabriel, fondé en 1049/1066 par Richard, fils de Turstin, seigneur de Creully, devient un bénéfice simple et se trouve réuni au prieuré de Saint-Vigor.
En 1791 a lieu la vente de « maisons, église, cour, enclos et ferme du prieuré de Saint-Vigor-le-Grand » pour la somme de 156 000 francs.
Il reste du prieuré en 1914, une entrée, une grange et un corps de logis.

## Description
L'ancienne abbaye présente des vestiges médiévaux telles que la porterie et une grange.

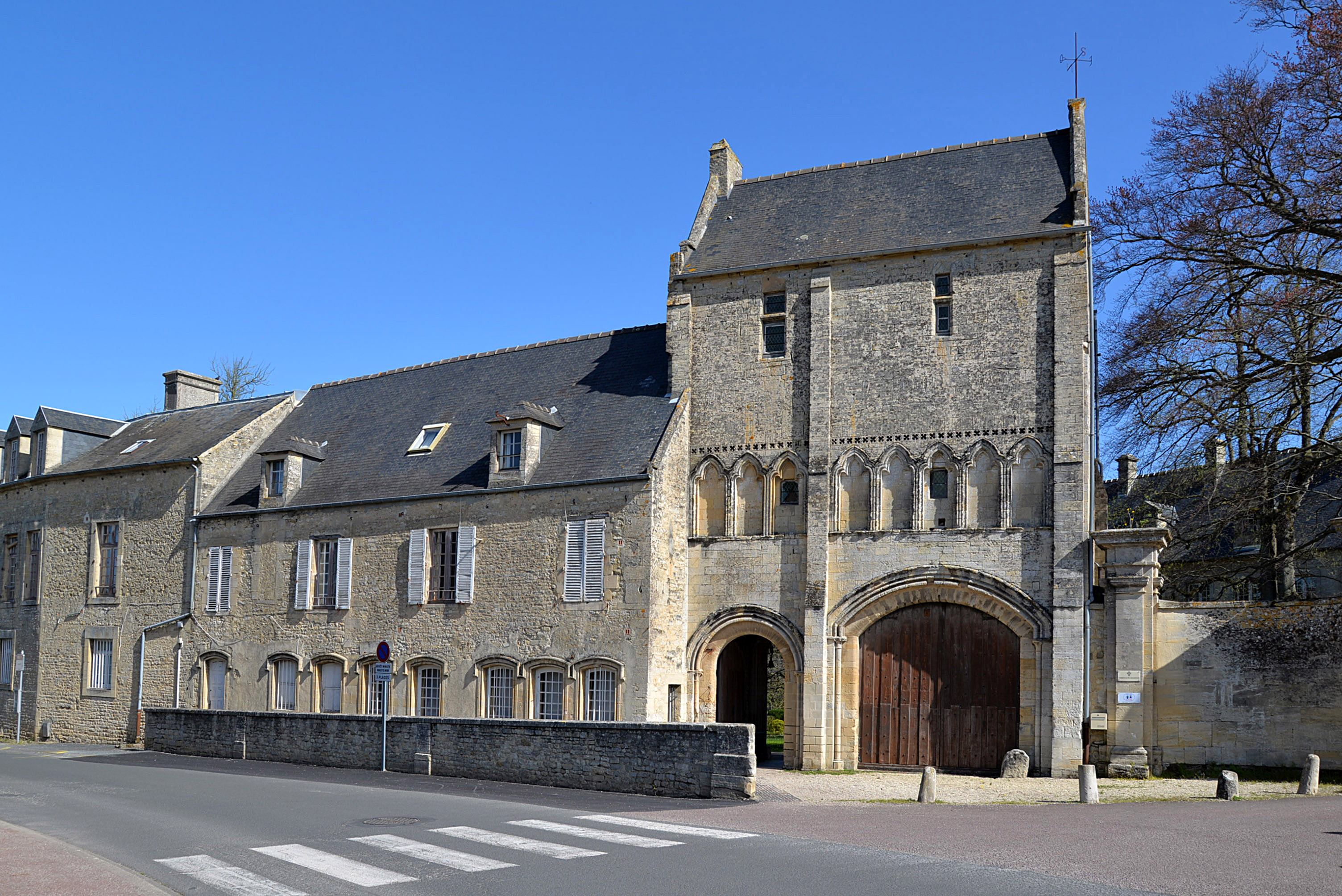
La porterie. Vue extérieure.
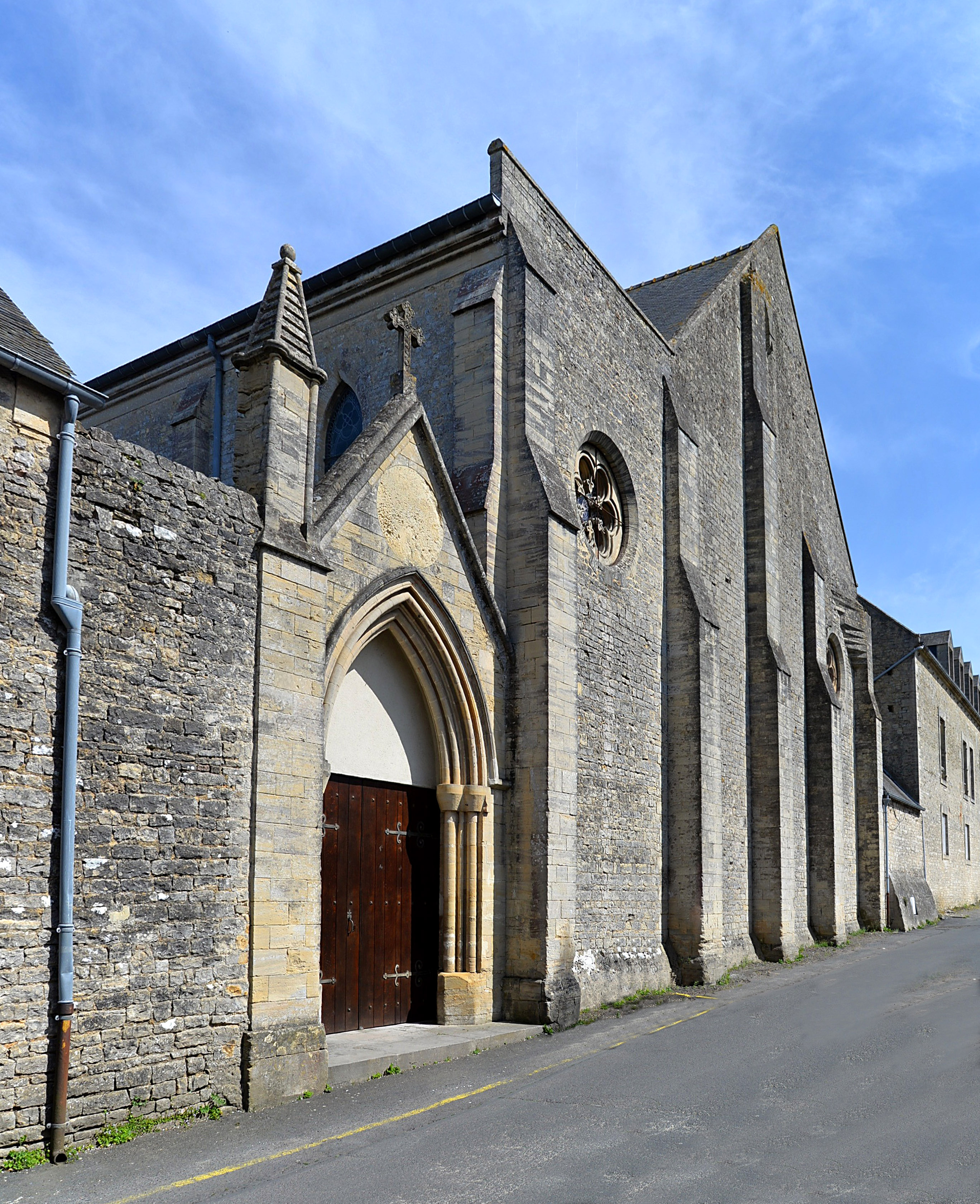
La chapelle. Vue ouest.
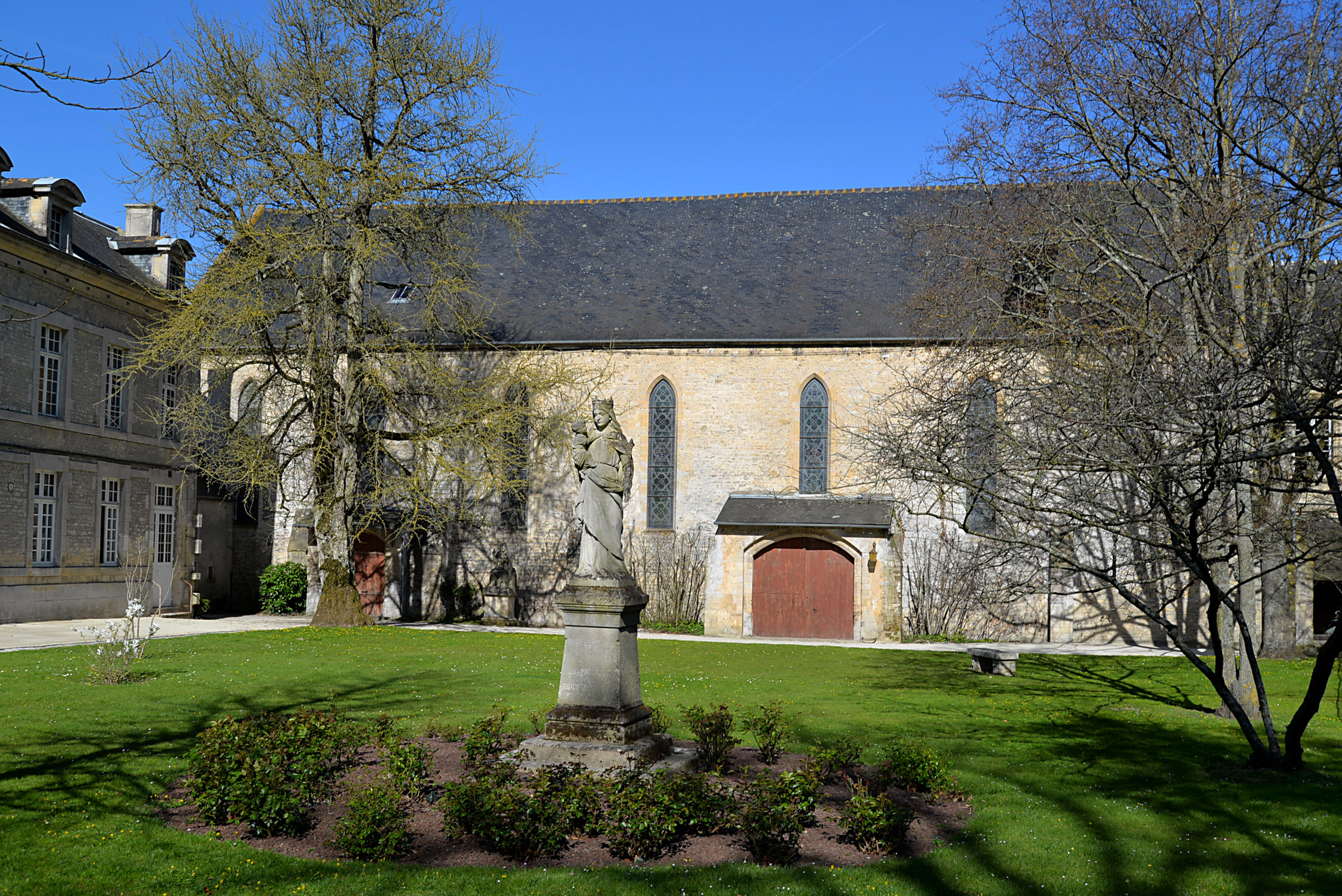
La chapelle. Vue sud.
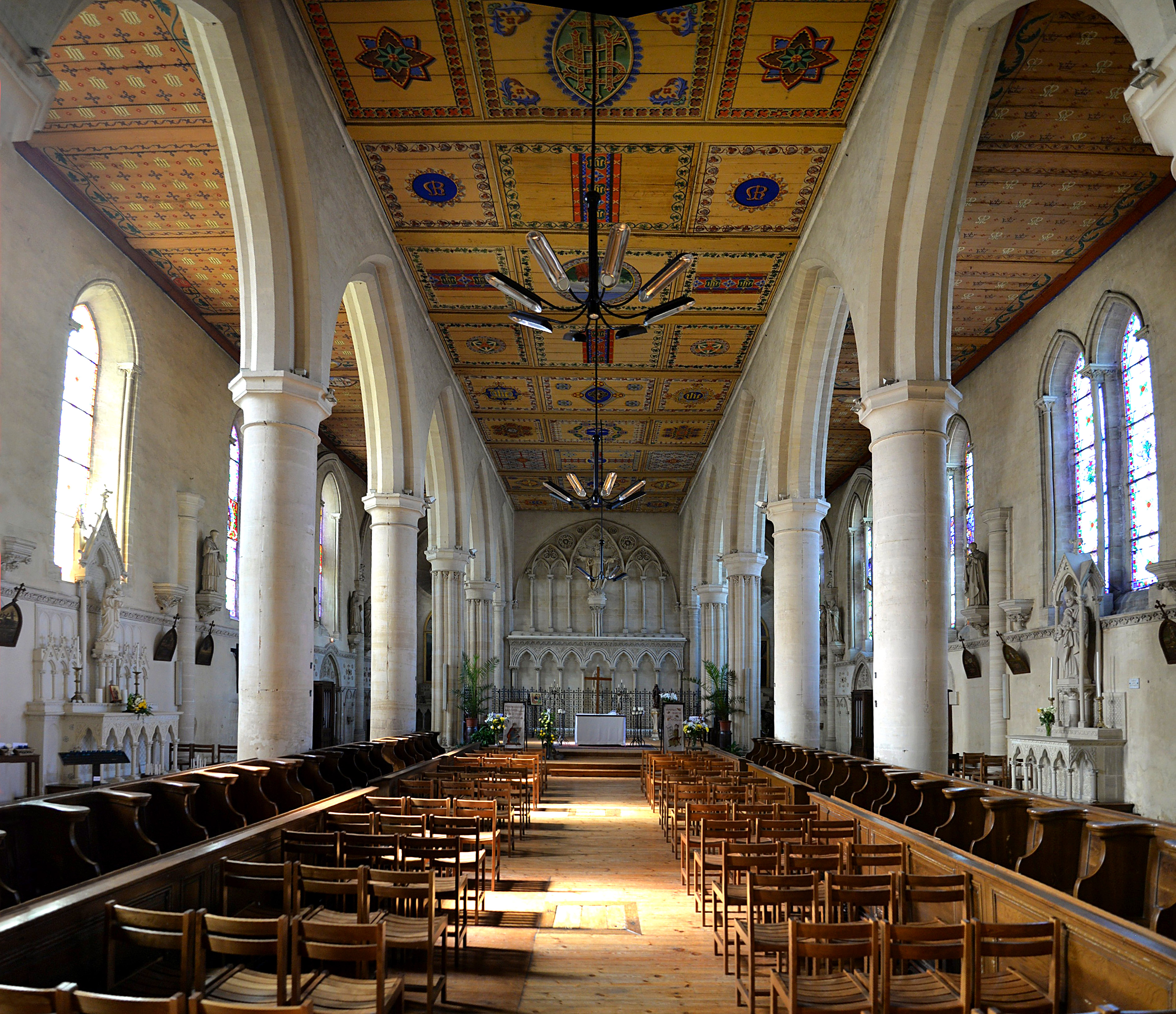
La nef de la chapelle.
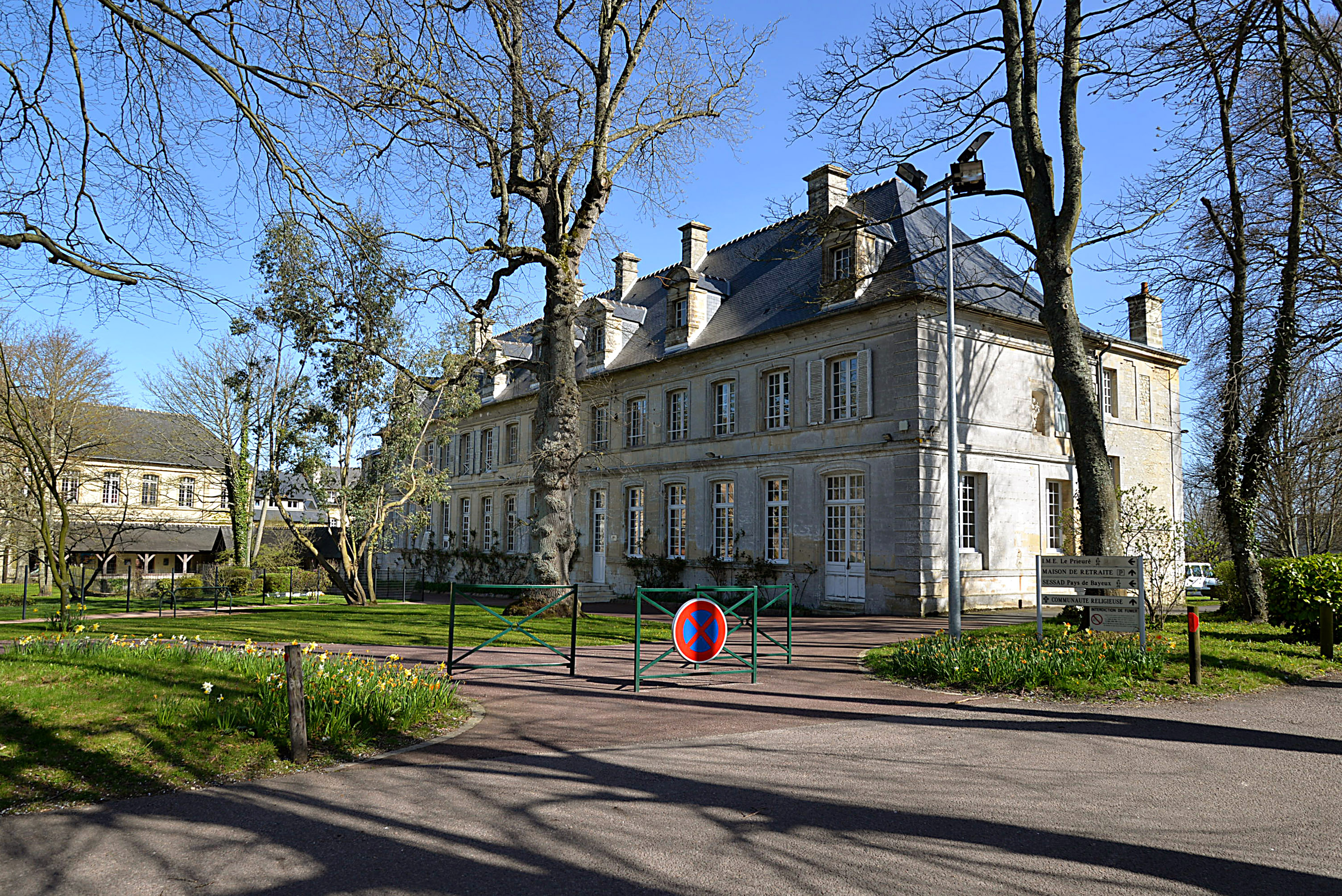
Le logis.
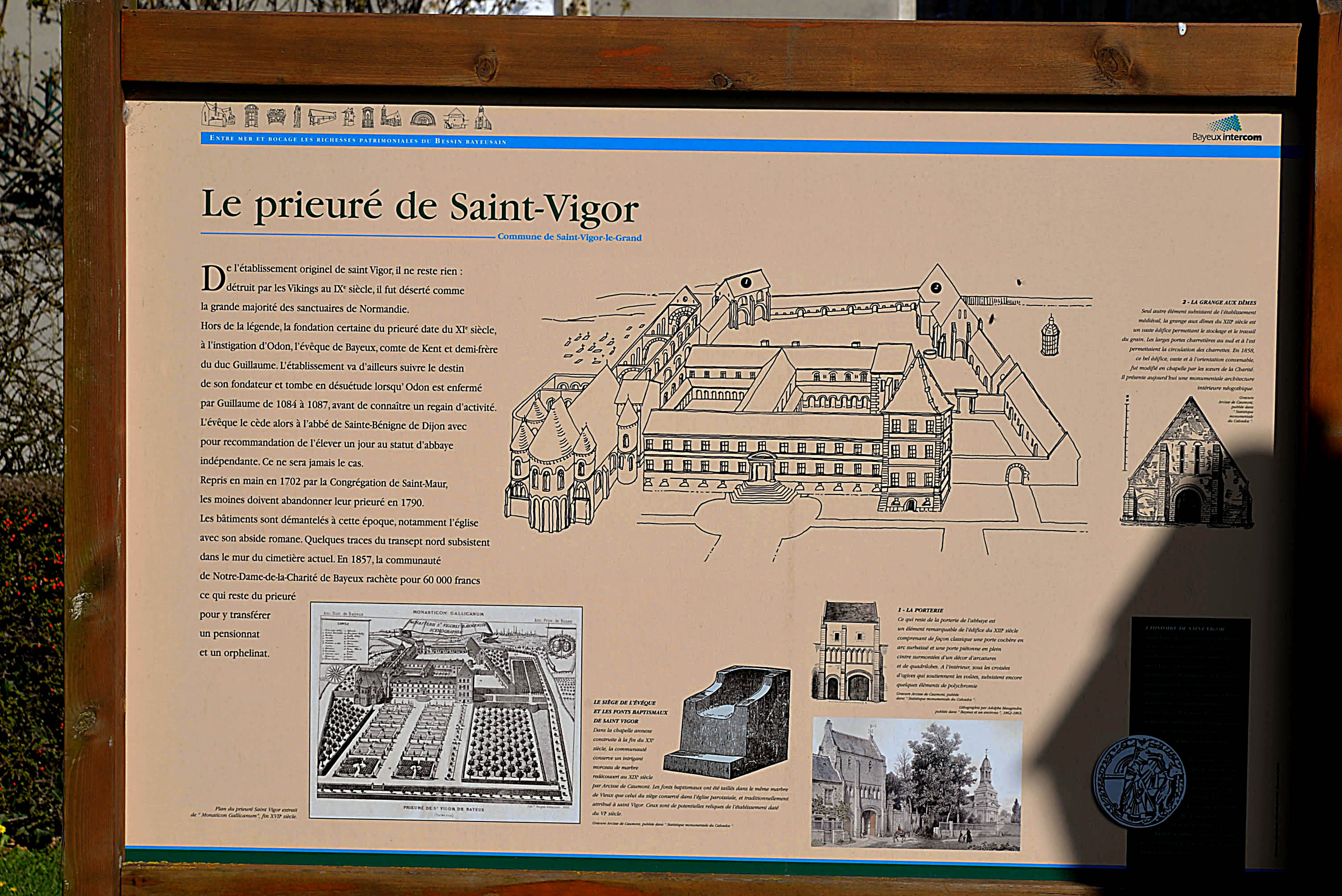
Panneau d’information.

## Protection aux monuments historiques
La porteries est classée au titre des monuments historiques par arrêté du 18 mai 1908.